# Smiley Lewis
Pour les articles homonymes, voir Lewis.
Smiley Lewis est un musicien américain, né le 5 juillet 1913 à DeQuincy, en  Louisiane, et décédé d'un cancer de l'estomac le 7 octobre 1966 à La Nouvelle-Orléans (États-Unis).

## Biographie
Smiley Lewis a commencé à jouer de la musique à La Nouvelle-Orléans dès son adolescence. En 1952, il  enregistre The Bells Are Ringing, et en 1955, la version  originale de I Hear You Knocking (écrite par Dave Bartholomew et Pearl King).
Il a écrit des chansons qui ont ensuite été reprises par d'autres artistes, comme Blue Monday (Fats Domino), One Night (Elvis Presley) et I Hear You Knocking (Dave Edmunds).
Le morceau de Lewis, Shame, Shame, Shame, apparaît sur la bande originale du film La Poupée de chair (Baby Doll) d'Elia Kazan en 1956.

## Discographie
- 1950 : Tee-Nah-Nah
- 1952 : The Bells Are Ringing
- 1954 : Blue Monday
- 1954 : Come On
- 1954 : Gumbo Blues
- 1954 : I Love You (For Sentimental Reasons)
- 1955 : I Hear You Knocking
- 1956 : One Night
- 1956 : Please Listen To Me
- 1957 : Shame, Shame, Shame
- 1965 : The Bells Are Ringing